# Regno di Dalmazia
Il Regno di Dalmazia fu uno dei territori della corona dell'Impero austriaco (dal 1867 Impero austro-ungarico), di cui fece parte dal 1815 al 1918. La sua capitale era la città di Zara.

## Storia e confini
Il regno di Dalmazia era formato dai territori, già veneti e ragusei, che l'Impero austriaco aveva conquistato all'Impero Francese (Province Illiriche) nel 1815. Quest'ultimo aveva soppresso la Repubblica di Venezia nel 1797 e quella di Ragusa nel 1808. Nei suoi confini era compresa una parte dell'antica Dalmazia Veneta (a esclusione delle isole del Golfo del Quarnaro, che i Veneziani consideravano dalmate), il territorio della cessata Repubblica di Ragusa e le terre dell'Albania Veneta. Al nord confinava con l'allora Croazia militare (all'epoca chiamata anche Licca), a sud col Montenegro, a est con l'Erzegovina e ad ovest col Mare Adriatico. Nel corso della sua storia, i Croati lo ritennero parte integrante dei propri territori, facendo riferimento ad un Regno unito di Croazia, Slavonia e Dalmazia, peraltro mai costituito. In opposizione a tale idea combatterono gli Autonomisti dalmati, il cui partito nel tempo virò verso posizioni irredentistiche filoitaliane. Il Regno di Dalmazia rimase quindi una divisione amministrativa autonoma nell'ambito dell'Impero, finché nel 1918 la maggior parte del suo territorio - a eccezione di Zara e di Lagosta, annesse al Regno d'Italia - fu inserita nel Regno dei Serbi, Croati e Sloveni, la futura Jugoslavia. Oggi la Repubblica di Croazia possiede la maggior parte del territorio dalmata, il Montenegro possiede la regione dalmata delle Bocche di Cattaro e la Bosnia-Erzegovina possiede un breve tratto di costa lungo circa 23 km attorno alla cittadina di Neum, sul canale della Narenta, che costituisce anche il suo unico sbocco al mare.

## Organi di governo
A seguito delle riforme promosse dal imperatore e re Francesco Giuseppe I nel 1860 (il Diploma di ottobre del 1860 e la Patente di febbraio del 1861), l'Impero venne suddiviso in diverse province (in tedesco Kronländer, cioè Territori della Corona o - ufficialmente- Paesi della Corona; la Boemia, la Galizia e Lodomiria e la Dalmazia erano "Regni"), a capo dei quali stava un Luogotenente (chiamato anche "Governatore") di nomina imperiale, a sua volta capo di una serie di uffici politico-amministrativi costituenti il proprio apparato di governo. A Zara aveva sede l'Imperial Regia Luogotenenza della Dalmazia; fino al 1852 la luogotenenza aveva il nome di Imperial Regio Governo della Dalmazia (in tedesco K. k. Landesgubernium) col Governatore al suo capo.
Ogni provincia dell'Impero austriaco aveva una propria Dieta, alla quale vennero demandati alcuni poteri legislativi e giudiziari. La Dieta della Dalmazia - con sede a Zara - era costituita da 41 membri, eletti secondo il c.d. "sistema censuario": dieci eletti dagli alti censiti, otto dalle città, tre dalle camere di commercio e venti dai comuni rurali. Oltre a questi, per il Regno della Dalmazia era previsto che fossero deputati di diritto l'Arcivescovo di Zara e il metropolita (vladika) ortodosso per la Dalmazia, Istria e Albania pro tempore. I deputati venivano eletti per un periodo di mandato di sei anni e l'imperatore scioglieva e convocava la Dieta. Il sistema elettorale fondato su quattro curie rimase in vigore fino alla dissoluzione dell'Impero austro-ungarico (1918), anche se la base elettorale venne aumentata via via di numero a partire dalle elezioni del 1870. Alle prime due tornate elettorali (1864-1867) venne di conseguenza favorita l'elezione di deputati appartenenti alle classi più agiate, che generalmente appartenevano ad un élite cittadina, tendenzialmente italofona ed autonomista (Partito Autonomista o Partito Autonomista Dalmata, in croato Autonomaška stranka); a partire dal 1870 la dieta rispecchiò maggiormente la suddivisione etica dei dalmati e il partito nazionale croato (Partito del Popolo o Partito Popolare, detto anche Partito Nazionale; dal 1889 Partito Popolare Croato o Partito Nazionale Croato, in croato Narodna stranka, dal 1889 Narodna hrvatska stranka) - che propugnava l'unione della Dalmazia col Regno di Croazia (dal 1868 Regno di Croazia e Slavonia) - prese il sopravvento. La Dieta aveva potestà legislativa sulle questioni autonome provinciali (istruzione, culto, agricoltura, opere pubbliche, fisco, materia tributaria provinciale). Le leggi provinciali erano votate dalla Dieta, ma la loro promulgazione avveniva - come le leggi dello Stato - con un atto del sovrano.
Fino al 1873 la Dieta della Dalmazia era chiamata a scegliere cinque deputati per la Camera dei deputati (camera bassa) del Consiglio imperiale in Vienna. Dopo il 1873 i deputati furono eletti dai residenti (nove deputati con il "sistema censuario", dal 1907: undici deputati utilizzando il suffragio universale per i maschi con più di 24 anni).
Oltre al luogotenente (governatore), il principale organo esecutivo del Regno era la Giunta Provinciale, eletta a maggioranza fra i componenti della Dieta e formata da un presidente (anche presidente della Dieta, nominato dall'imperatore), quattro assessori e quattro assessori-sostituti.
Fino al 1868 il Regno era diviso in quattro capitanati circolari: Zara, Spalato, Ragusa e Cattaro, a loro volta suddivisi in distretti (preture): quattro preture politiche che avevano sedi ai capoluoghi dei capitanati circolari e ventitré (nel 1854 ventisei) preture politico-giudiziarie. Secondo il Regolamento per la organizzazione de' comuni approvato con Sovrana Risoluzione del 4 maggio 1821 e applicato a partire dal 1822, i comuni erano le unità del governo locale divisi in "podesterie" (sedi dei capitanati circolari e delle preture politico-giudiziarie) con podestà, assessori e consiglio comunale (comprendendo i principali possidenti maschi del comune), oppure "sindicati" con sindaco e vicesindaco. 
In base alla Legge sull'ordinamento delle Autorità incaricate dell'amministrazione politica (ecc.) valevole per Regni e Paesi rappresentati nel Consiglio dell'Impero del 19 maggio 1868, il Regno di Dalmazia era suddiviso amministrativamente in dodici capitanati distrettuali o distretti politici (poi aumentati a tredici, con l'aggiunta di Porto Narenta): Bencovazzo, Cattaro, Curzola, Imoschi, Lesina, Macarsca, Ragusa, Sebenico, Signo, Spalato, Tenin e Zara. Nel 1873 esistettero inoltre dieci espositure politiche rette da un commissario distrettuale: Pago, Obrovazzo, Scardona, Traù, San Pietro della Brazza, Porto Narenta (Metkovic), Ragusavecchia, Budua, Risano e Castelnuovo di Cattaro.
Ogni capitanato distrettuale comprendeva una serie di distretti giudiziari, ognuno composto da una serie di comuni politici e comuni censuari. I capitani distrettuali erano nominati dal governo imperiale a Vienna (I.R. Ministro dell'Interno). Conformemente alla Legge con cui vengono stabilite le disposizioni fondamentali per l'ordinamento degli affari comunali (valevole per Regni e Paesi rappresentati nel Consiglio dell'Impero) del 5 marzo 1862 ed al Regolamento comunale per il Regno di Dalmazia del 30 luglio 1864, tutti i comuni diventarono "comuni politici" - le unità d'autogoverno locale con consiglio comunale, eletto dai residenti con elettorato attivo, e i podestà con gli assessori, eletti da e tra i consiglieri comunali. Secondo la dizione dell'epoca, le località del regno erano suddivise a seconda della loro grandezza in "città", "borgate" e "villaggi".
Sei erano nel regno i capitanati edili (Zara, Sebenico, Spalato, Macarsca, Ragusa e Cattaro), nel 1872 aumentati a otto (con l'aggiunta di Tenin e Signo), col compito di sovrintendere alle opere pubbliche: loro principale oggetto di attività erano le strade regie, fra le quali le più importanti erano la "Strada litorale" (lungo la costa), la "Strada mediterranea" (congiungeva la Croazia militare alla Dalmazia interna) e la "Strada postale e militare" (congiungeva la litorale alla mediterranea). Oltre alle strade regie, c'erano le strade provinciali e le comunali, ma nel suo complesso l'intero regno di Dalmazia soffrì di una cronica carenza di adeguate strutture stradali, supplito per quanto riguarda la costa dal tradizionale servizio di collegamento via mare.
L'ordine pubblico era demandato all'Imperial Regio Comando di Gendarmeria per la Dalmazia, che negli anni '70 del XIX secolo contava due "Comandi d'Ala" (a Zara e a Ragusa), 5 "Comandi di Plotone" e 75 "Appostamenti" (distaccamenti locali). Il Comandante provinciale - di nomina imperiale - aveva sede a Zara.
Il più elevato grado del potere giudiziario era rappresentato dall'Imperial Regio Tribunale d'Appello, con sede a Zara. Il regno era diviso in circoli giurisdizionali, con sedi a Zara (I.R. Tribunale Provinciale in Zara; sedi locali di prima istanza o giudizi distrettuali ad Arbe, Bencovazzo, Dernis, Chistagne, Tenin, Obbrovazzo, Pago, Scardona e Sebenico), Spalato (I.R. Tribunale Circolare in Spalato; sedi locali - giudizi distrettuali ad Almissa, Cittavecchia, Imoschi, Lesina, Lissa, Macarsca, Metcovich, San Pietro della Brazza, Signo, Traù, Vergoraz e Verlicca), Ragusa (I.R. Tribunale Circolare in Ragusa; sedi locali - giudizi distrettuali a Curzola, Ragusavecchia, Sabbioncello e Stagno), Cattaro (I.R. Tribunale Circolare in Cattaro; sedi locali - giudizi distrettuali a Budua, Castelnuovo e Risano). I giudizi distrettuali erano organi giurisdizionali monocratici, ognuno con un giudice distrettuale. L'istanza giurisdizionale maggiore per i "Regni e Paesi rappresentati nel Consiglio imperiale" era esercitato dall'Imperial Regia Corte di Giustizia e Cassazione in Vienna; il Tribunale dell'Impero in Vienna ripristinava le funzioni di corte costituzionale (la decisione dei conflitti di giurisdizione e delle controversie in materie di diritto pubblico). Tutti i giudici erano nominati dall'imperatore o "in Suo nome" dal I. R. Ministero della Giustizia (giudici distrettuali). Le Procure di Stato (uffici del ministero pubblico) avevano sede presso i tribunali in Zara, Spalato, Ragusa e Cattaro e presso il Tribunale d'Appello in Zara era inoltre la Procura superiore di Stato.

## Suddivisione amministrativa
Suddivisione amministrativa dal 1868 (capitanati distrettuali - distretti politici→distretti giudiziari→comuni politici→località):
(N.B. Dati dal censimento del 1900) 
| Capitanato distrettuale (Bezirkhauptmannschaft) | Distretto giudiziario (Gerichtsbezirk) | Comune (Ortsgemeinde)                   | Località (Ortschaft) |
| ----------------------------------------------- | -------------------------------------- | --------------------------------------- | --- |
| Bencovazzo (Benkovac)                           | I. Bencovazzo (Benkovac)               | 1 Bencovazzo (Benkovac)                 | Banjevac; Benkovac; Benkovac Selo; Biljane Gornje; Brgud; Bruška; Budak; Buković; Bulić; Ceranje; Jagodnje Donje; Jagodnje Gornje; Kakma; Kolarine; Korlat; Kozlovac; Kulatlagić; Lepuri; Lišane Ostrovičke; Lišane Tinjske; Lišičić; Miranje; Morpolača; Nadin; Perušić; Podlug; Polača; Popović; Pristeg; Prović; Radošinovac; Rastević; Rodaljice; Šopot; Stankovac; Tinj; Vrana; Vukšić; Zapužane                                                                                         |
| Bencovazzo (Benkovac)                           | II. Chistagne (Kistanje)               | 1 Chistagne (Kistanje)                  | Biovičino Selo; Bjelina; Dobropoljci; Ervenik Donji; Ervenik Gornji; Ivoševci; Kistanje; Kolašac; Modrino Selo; Nunić; Parčić; Rudele |
| Bencovazzo (Benkovac)                           | III. Obbrovazzo (Obrovac)              | 1 Obbrovazzo (Obrovac)                  | Bilišane; Golubić; Jesenice; Karin; Krupa; Kruševo; Medvidje; Muškovci; Obbrovazzo (Obrovac); Seline; Stari Grad; Tribanj; Zaton; Žegar; Zelen Grad |
| Cattaro (Kotor)                                 | I. Budua (Budva)                       | 1 Budua (Budva)                         | Budua (Budva); Maini di mezzo (Maini Sriednji); Maini Inferiore (Maini Kratnji); Martinović; Pobori Donji; Pobori Gornji; Podostrog; Prentović; Seoca; Stojanović; Uglješić |
| Cattaro (Kotor)                                 | I. Budua (Budva)                       | 2 Pastrovichi (Paštrovići)              | Bečić; Blizikuće; Buljarica; Castellastua (Kastio); Čelo Brdo; Dabković; Drobnić; Gjenaši; Kaluderac; Katun; Krstac; Kuljače; Novoselje; Podbabac; Pržno; Santo Stefano (Sv. Stjepan); Tudorović; Vrba; Žukovica |
| Cattaro (Kotor)                                 | I. Budua (Budva)                       | 3 Spizza (Spič)                         | Brca; Gjengjinović; Gjurmani; Miljevci; Mišić; Papani; Šušan; Sutomore; Zagrađe; Zanković |
| Cattaro (Kotor)                                 | II. Castelnuovo (Hercegnovi)           | 1 Castelnuovo (Hercegnovi)              | Baošić; Bianca (Bijela); Castelnuovo (Hercegnovi); Gjenović; Jošica; Kameno; Kruševice; Kumbor; Kuti; Mojdež; Mokrine; Podi; Ratiševina; Sasović; Savina; Santo Stefano (Sušćepan); Topla; Trebesin; Žlijebi |
| Cattaro (Kotor)                                 | II. Castelnuovo (Hercegnovi)           | 2 Luštica                               | Babunci; Brguli; Klinci; Krašić; Mrkovi; Porto Rose (Rose); Radovanić; Zabrđe |
| Cattaro (Kotor)                                 | III. Cattaro (Kotor)                   | 1 Cattaro (Kotor)                       | Bogdašić; Cattaro (Kotor); Kavač; Lepetane; Mrčevac; Orahovac; Škaljari; Špiljari |
| Cattaro (Kotor)                                 | III. Cattaro (Kotor)                   | 2 Dobrota                               | Dobrota |
| Cattaro (Kotor)                                 | III. Cattaro (Kotor)                   | 3 Cartolle                              | Bogišić; Gjurašević; Gošić; Milović; Niković; Radović |
| Cattaro (Kotor)                                 | III. Cattaro (Kotor)                   | 4 Lastua (Lastva)                       | Lastua Inferiore (Lastva Donja); Lastua Superiore (Lastva Gornja) |
| Cattaro (Kotor)                                 | III. Cattaro (Kotor)                   | 5 Mulla (Muo)                           | Mulla (Muo) |
| Cattaro (Kotor)                                 | III. Cattaro (Kotor)                   | 6 Perzagno (Prčanj)                     | Perzagno (Prčanj) |
| Cattaro (Kotor)                                 | III. Cattaro (Kotor)                   | 7 Stolivo (Stoliv)                      | Stolivo Inferiore (Stoliv Donji); Stolivo Superiore (Stoliv Gornji) |
| Cattaro (Kotor)                                 | III. Cattaro (Kotor)                   | 8 Teodo (Tivat)                         | Teodo (Tivat) |
| Cattaro (Kotor)                                 | III. Cattaro (Kotor)                   | 9 Zuppa (Grbalj)                        | Bratešić; Dub; Glavati; Glavatičić; Gorović; Kovači; Krimovice; Kubasi; Lastua (Lastva); Lješević; Nalježić; Pelinovo; Pobrdje; Prijeradi; Prijevor; Šišić; Sutvara; Višnjevo; Vranović; Zagora |
| Cattaro (Kotor)                                 | IV. Risano (Risan)                     | 1 Perasto (Perast)                      | Gjurić; Kostanjica; Perasto (Perast); Strp-Lipci |
| Cattaro (Kotor)                                 | IV. Risano (Risan)                     | 2 Risano (Risan)                        | Krivošije Donje; Krivošije Gornje; Ledenice Donje; Ledenice Gornje; Morinj; Risano (Risan); Ubli |
| Curzola (Korčula)                               | I. Curzola (Korčula)                   | 1 Blato                                 | Blato; Čara; Smokvica |
| Curzola (Korčula)                               | I. Curzola (Korčula)                   | 2 Curzola (Korčula)                     | Curzola (Korčula); Lombarda (Lumbarda); Petrara (Vrnik); Pupnata (Pupnat); Račišće; Žrnovo |
| Curzola (Korčula)                               | I. Curzola (Korčula)                   | 3 Lagosta (Lastovo)                     | Lagosta (Lastovo) |
| Curzola (Korčula)                               | I. Curzola (Korčula)                   | 4 Vallegrande (Vela Luka)               | Vallegrande (Vela Luka) |
| Curzola (Korčula)                               | II. Sabbioncello (Orebić)              | 1 Cunna (Kuna)                          | Cunna (Kuna); Oskorušno; Osobjava; Pijavičino; Podobuče; Potomje; Prizdrina |
| Curzola (Korčula)                               | II. Sabbioncello (Orebić)              | 2 Janjina                               | Brijesta; Drače; Giuliana (Žuljana); Janjina; Kozo; Popova Luka; Putniković; Sreser; Trstenik |
| Curzola (Korčula)                               | II. Sabbioncello (Orebić)              | 3 Orebić                                | Kućište; Nakovan; Orebić; Sottomonte (Podgorje); Stanković; Viganj |
| Curzola (Korčula)                               | II. Sabbioncello (Orebić)              | 4 Trappano (Trpanj)                     | Duba; Trappano (Trpanj); Vrucizza Inferiore (Vručica Donja); Vrucizza Superiore (Vručica Gornja) |
| Imoschi (Imotski)                               | I. Imoschi (Imotski)                   | 1 Imoschi (Imotski)                     | Aržano; Biorine; Cista Provo; Dobranje; Glavina; Grabovac; Imotski; Krstatice; Lokvičić; Lovreć; Medov Dolac; Podbablje; Proložac; Rašćane; Ričice; Runović; Slivno; Studenci; Svib; Vinjani; Zagvozd; Župa |
| Tenin (Knin)                                    | I. Dernis (Drniš)                      | 1 Dernis (Drniš)                        | Badanj; Baljke; Biočić; Bogetić; Brištane; Čavoglave; Cera; Drinovci; Drniš; Gradac; Kadina Glavica; Kalik; Kanjane; Kaočine; Karalić; Kljake; Ključ; Kopreno; Kričke; Lišnjak; Ljuboštine; Miočić; Mirilović u Polju; Mirilović u Zagorju; Moseć; Nevest; Ostrogašica; Otavice; Pakovo Selo; Parčić; Planjane; Podumci; Pokrovnik; Radonić; Ružić; Sedramić; Širitovci; Sitno; Siverić; Štikovo; Tepljuh; Trbounje; Umljanović; Unešić; Varoš; Velušić; Vinovo; Žitnić                       |
| Tenin (Knin)                                    | II. Tenin (Knin)                       | 1 Tenin (Knin)                          | Biskupija; Golubić; Knin; Kninsko Polje; Kovačić; Mokro Polje; Oćestovo; Orlić; Oton; Pađene; Plavno; Polača; Radljevac; Radučić; Ramljane; Riđane; Strmica; Turić; Uzdolje; Vrbnik; Vrpolje; Žagrović; Zvjerinac |
| Tenin (Knin)                                    | II. Tenin (Knin)                       | 2 Promina                               | Bogetić; Čitluk; Lukar; Matase; Mratovo; Oklaj; Puljane; Razvagje; Suknovci |
| Lesina (Hvar)                                   | I. Cittavecchia                        | 1 Bogomolje                             | Bogomolje; Gdinj |
| Lesina (Hvar)                                   | I. Cittavecchia                        | 2 Cittavecchia (Stari Grad)             | Cittavecchia (Stari Grad); Dol; Rudine; Selza (Selca) |
| Lesina (Hvar)                                   | I. Cittavecchia                        | 3 Gelsa (Jelsa)                         | Gelsa (Jelsa); Pitve; Vrisnik; Zastražišće |
| Lesina (Hvar)                                   | I. Cittavecchia                        | 4 San Giorgio (Sućuraj)                 | San Giorgio (Sućuraj) |
| Lesina (Hvar)                                   | I. Cittavecchia                        | 5 Verbosca (Vrboska)                    | Santa Domenica (Sv. Nedjelja); Sfirze (Svirče); Verbagno (Vrbanj); Verbosca (Vrboska) |
| Lesina (Hvar)                                   | II. Lesina (Hvar)                      | 1 Lesina (Hvar)                         | Brusie (Brusje); Grabie (Grablje); Lesina (Hvar) |
| Lesina (Hvar)                                   | III. Lissa (Vis)                       | 1 Comisa (Komiža)                       | Comisa (Komiža) |
| Lesina (Hvar)                                   | III. Lissa (Vis)                       | 2 Lissa (Vis)                           | Campogrande (Velo Polje); Lissa (Vis) |
| Macarsca (Makarska)                             | I. Macarsca (Makarska)                 | 1 Gornje Primorje                       | Baćina; Brist; Drvenik; Gradac; Podaca; Zaostrog |
| Macarsca (Makarska)                             | I. Macarsca (Makarska)                 | 2 Macarsca (Makarska)                   | Baška Voda; Bast; Brela Donja; Brela Gornja; Drašnice; Igrane; Kotišina; Macarsca (Macarsca); Makar; Podgora; Tučepi; Veliko Brdo; Živogošće |
| Macarsca (Makarska)                             | II. Vrhgorac                           | 1 Vrhgorac                              | Dragljane; Draževitić; Dusina; Kljenak; Kokorić; Kozica; Orah; Podprolog; Poljica; Prapatnice; Ravča; Stilja; Vlaka; Vrhgorac; Zavojane |
| Porto Narenta (Metković)                        | I. Porto Narenta (Metković)            | 1 Fortopus (Opuzen)                     | Borovci; Desne; Fortopus (Opuzen); Komin; Pasičina; Plina; Struge; Vid |
| Porto Narenta (Metković)                        | I. Porto Narenta (Metković)            | 2 Porto Narenta (Metković)              | Dobranje; Porto Narenta; Slivno; Vidonje |
| Ragusa (Dubrovnik)                              | I. Ragusa (Dubrovnik)                  | 1 Giuppana (Šipan)                      | Luca di Giuppana (Luka Šipanjska); San Giorgio (Sugjuragj) |
| Ragusa (Dubrovnik)                              | I. Ragusa (Dubrovnik)                  | 2 Malfi (Zaton)                         | Brsečine; Calamotta (Koločep); Cannosa (Trsteno); Dubravica; Gromača; Kliševo; Ljubač; Maicovi Inferiore (Majkovi Donji); Maicovi Superiore (Majkovi Gornji); Malfi (Zaton); Mravinjac; Mrčevo; Sant'Andrea o Donzella (Sv. Andrija); Valdinoce (Orašac) |
| Ragusa (Dubrovnik)                              | I. Ragusa (Dubrovnik)                  | 3 Mezzo (Lopud)                         | Mezzo (Lopud) |
| Ragusa (Dubrovnik)                              | I. Ragusa (Dubrovnik)                  | 4 Ombla (Rijeka)                        | Čajkovica; Gionchetto (Šumet); Knežica; Komolac; Mokošica; Obuljeno; Osojnik; Petrovo Selo; Prijevor; Rogiatto (Rožat); Santo Stefano (Sustjepan) |
| Ragusa (Dubrovnik)                              | I. Ragusa (Dubrovnik)                  | 5 Ragusa (Dubrovnik)                    | Bergatto Inferiore (Brgat Donji); Bergatto Superiore (Brgat Gornji); Brašina; Buići; Čelopeći; Čibača; Gravosa (Gruž); Grbavac; Lapad; Makoše; Martinović; Petrača; Plat; Ragusa (Dubrovnik); Soline; Zavrelje |
| Ragusa (Dubrovnik)                              | II. Ragusavecchia (Cavtat)             | 1 Ragusavecchia (Cavtat)                | Brotnice; Čilipi; Drvenik; Duba, Dunave; Gabrili; Gjurinić; Gruda; Jasenice; Komaj; Kuna; Ljuta; Lovorno; Mihanići; Mikulići; Močići; Mrcine; Obod; Pavlje Brdo; Pločice; Poljice; Popović; Pridvorje; Radovčić; Ragusavecchia (Cavtat); Šilješki; Stravča; Uskoplje; Vitaljina; Vodovalja; Zastolje |
| Ragusa (Dubrovnik)                              | III. Stagno (Ston)                     | 1 Meleda (Mljet)                        | Babino Polje; Blato; Goveđari; Koriti; Maranovići; Prožura |
| Ragusa (Dubrovnik)                              | III. Stagno (Ston)                     | 2 Slano                                 | Banići; Kručica; Mravinca o Mravinjica; Slano; Trnova |
| Ragusa (Dubrovnik)                              | III. Stagno (Ston)                     | 3 Stagno (Ston)                         | Boljenović; Branilović; Broce; Čepikuće; Česvinica; Dančanje; Doli; Duba; Gjunta Doli; Hodilje; Imotica; Kobaš; Konštari; Kotezi; Kuta; Lisac; Luka; Mali Voz; Metohija; Ošlje; Podgora; Podimoć; Rusan; Smokovljani; Smokvina; Sparagović; Stagno (Ston) |
| Sebenico (Šibenik)                              | I. Scardona (Skradin)                  | 1 Scardona (Skradin)                    | Bićine; Bratiškovci; Bribir; Cista Grande (Čista Velika); Cista Piccola (Čista Mala); Čulišić; Djeverske; Dubravica; Gaćelezi; Gračac; Ićevo; Krković; Ostrovica; Piramatovci; Plastovo; Rupe; Scardona (Skradin); Scardona Campagna (Skradinso Polje); Smrdelje; Sonković; Vačane; Varivode; Velika Glava; Velim; Žažvić |
| Sebenico (Šibenik)                              | II. Sebenico (Šibenik)                 | 1 Sebenico (Šibenik)                    | Boraja; Brnjice; Campo d'abbasso (Donje Polje); Capocesto (Primošten o Primošćen); Castel Andreis (Jadrtovac); Crappano (Krapanj); Čvrljevo; Danilo Biranj o Danilo Donje; Danilo Kraljice o Danilo Gornje; Dubrava; Goriš; Gradine; Grebaštica; Konjevrate; Lozovac; Maddalena (Mandalina); Radonic; Rasline; Rogoznica; Sebenico (Šibenik); Slivno; Vrpolje; Bilizze; Zablaće; Zaton |
| Sebenico (Šibenik)                              | II. Sebenico (Šibenik)                 | 2 Stretto (Tijesno o Tiesno)            | Betina; Jezera; Morter (Murter); Stretto (Tijesno o Tiesno); Trebocconi (Tribunj); Zlosela |
| Sebenico (Šibenik)                              | II. Sebenico (Šibenik)                 | 3 Vodizze (Vodice)                      | Vodizze (Vodice) |
| Sebenico (Šibenik)                              | II. Sebenico (Šibenik)                 | 4 Zlarin                                | Capri (Kaprije); Provicchio Luca (Prvić Luka); Provicchio Sepurine (Prvić Šepurine); Zlarin; Zuri (Žirje) |
| Signo (Sinj)                                    | I. Signo (Sinj)                        | 1 Signo (Sinj)                          | Bajagić; Bisko; Bitelić Donji; Bitelić Gornji; Brnaze; Budimir; Čaporice; Dabar; Dolac Donji; Dolac Gornji; Ercegovci; Gala; Glavice; Gljev; Grab; Hrvace; Kamensko; Karakašica; Koprivno; Košute; Kraj; Krušvar; Lučane; Obrovac; Otok; Podvaroš; Potravlje; Prisoje; Radošić; Ruda; Satrić; Sičane; Sinj; Strijane; Strižirep; Šušci; Tijarica; Trnbusi; Turjake; Udovičić; Ugljane; Vedrine; Velić; Vojnić; Voštane; Vrpolje; Vučipolje                                                    |
| Signo (Sinj)                                    | II. Verlicca (Vrlika)                  | 1 Verlicca (Vrlika)                     | Cetina; Civljane; Garjak; Ježević; Kijevo; Koljane; Kosore; Kukar; Mavice; Otišić; Podosoje; Vinalić; Vrlika |
| Spalato (Spljet)                                | I. Almissa (Omiš)                      | 1 Almissa (Omiš)                        | Almissa (Omiš); Blato; Čisla o Čičla, Dubrava o Pirunova Dubrava; Duće; Gata; Katuni; Kostanje; Kreševo; Kučiće; Nova Sela; Opanci; Ostrvica; Podgrađe; Rogoznica; Slime; Svinišće; Tugari; Zakučac; Žeževica; Zvečanje |
| Spalato (Spljet)                                | II. Brazza (Brač)                      | 1 Bol                                   | Bol |
| Spalato (Spljet)                                | II. Brazza (Brač)                      | 2 Milnà (Milna)                         | Bobovišće; Ložišće; Marina (Bobovišće na Moru); Milnà (Milna) |
| Spalato (Spljet)                                | II. Brazza (Brač)                      | 3 Neresi (Nerežišće)                    | Dračevica; Murvica; Neresi (Nerežišće); Obršje; Smrka |
| Spalato (Spljet)                                | II. Brazza (Brač)                      | 4 Postire                               | Dol; Postire |
| Spalato (Spljet)                                | II. Brazza (Brač)                      | 5 Pucischie (Pučišće)                   | Humac Gornji; Pražnice; Pucischie (Pučišće) |
| Spalato (Spljet)                                | II. Brazza (Brač)                      | 6 Selza (Selca)                         | Povlje o Povlja o Povje; Selza (Selca); San Martino (Sv. Martin o Sumartin o Vrh Brača); Villanuova (Novo Selo) |
| Spalato (Spljet)                                | II. Brazza (Brač)                      | 7 San Giovanni (Stivanj o Sutivan)      | Humac Donji; San Giovanni (Stivanj o Sutivan) |
| Spalato (Spljet)                                | II. Brazza (Brač)                      | 8 San Pietro (Supetar)                  | Mirce; Škrip; San Pietro (Supetar); Spliska |
| Spalato (Spljet)                                | III. Spalato (Spljet)                  | 1 Castel Suciuraz (Kaštel Sućurac)      | Castel Abbadessa (Kaštel Gomilica); Castel Suciuraz (Kaštel Sućurac) |
| Spalato (Spljet)                                | III. Spalato (Spljet)                  | 2 Castel Vitturi (Lukšić)               | Castel Cambio (Kaštel Kambelovac); Castel Vitturi (Lukšić) |
| Spalato (Spljet)                                | III. Spalato (Spljet)                  | 3 Clissa (Klis)                         | Clissa (Klis); Dugopolje; Konjsko; Kotlenice |
| Spalato (Spljet)                                | III. Spalato (Spljet)                  | 4 Muć                                   | Bračević; Broćanac Mali o Broćanac Donji; Broćanac Veli o Broćanac Gornji; Crivac; Gizdavac; Milešine; Muć Donji; Muć Gornji; Neorić; Ogorje Donje; Ogorje Gornje; Postinje Donje; Postinje Gornje; Pribude; Prugovo Donje; Prugovo Gornje; Radunić; Ramljane o Ramljani; Sutina |
| Spalato (Spljet)                                | III. Spalato (Spljet)                  | 5 Solta (Šolta)                         | Grohote; Porto Oliveto (Maslinica); Stomorska; Villa Inferiore (Donje Selo); Villa Media (Sridnje Selo); Villa Superiore (Gornje Selo) |
| Spalato (Spljet)                                | III. Spalato (Spljet)                  | 6 Spalato (Split)                       | Jesenice; Kućine; Mravince; Podstrana o Postrana; Salona (Solin); Sasso (Kamen); Sitno; Slatine; Spalato (Split); Srinjine; Stobreč; Vranjic o Vranjica; Žrnovnica |
| Spalato (Spljet)                                | IV. Traù (Trogir)                      | 1 Castelnuovo (Novi o Novi kod Trogira) | Castelnuovo (Novi o Novi kod Trogira); Castel Stafileo (Štafilić); Castelvecchio (Stari) |
| Spalato (Spljet)                                | IV. Traù (Trogir)                      | 2 Lećevica                              | Brštanovo; Čvrljevo; Divojević; Dugobabe; Kladnice o Kladnjice; Korušce o Korušci; Lećevica; Nisko; Radošić; Utore Donje; Utore Gornje; Vinovo; Visoka; Vučevica |
| Spalato (Spljet)                                | IV. Traù (Trogir)                      | 3 Traù (Trogir)                         | Blizna; Bossoglina (Marina); Bristivica; Labin; Lepenica o Lepenice; Ljubitovica; Mitlo Vinovac; Okrug o Okruk; Prapatnica; Prgomet; Račice; Seghetto (Seget); Sevid; Sitno; Sratok; Suhi Dolac o Suhi Dol; Traù (Trogir); Trolokve; Žedno; Zirona (Drvenik) |
| Zara (Zadar)                                    | I. Arbe (Rab)                          | 1 Arbe (Rab)                            | Arbe (Rab); Bagnol (Banjol); Barbato (Barbat); Campora (Kampor); Loparo (Lopar); Mondaneo (Mundanija); Valle San Pietro (Supetarska Draga) |
| Zara (Zadar)                                    | II. Pago (Pag)                         | 1 Pago (Pag)                            | Barbato (Barbat); Dinjiška; Kolane o Kolan; Novaglia (Novalja); Pago (Pag); Povljana; Punta Loni (Lun o Puntalun); Vlašić |
| Zara (Zadar)                                    | III. Zara (Zadar)                      | 1 Nona (Nin)                            | Brevilacqua (Privlaka); Briševo; Dračevac; Ljubač; Nona (Nin); Polešnik; Poljica; Pontadura (Vir); Radovin; Ražance; Suovare; Verchè (Vrsi); Visočane; Zaton |
| Zara (Zadar)                                    | III. Zara (Zadar)                      | 2 Novegradi (Novigrad)                  | Castel Venier (Vinjerac); Islam Greco (Islam Grčki); Islam Latino (Islam Latinski); Novegradi (Novigrad); Possedaria (Posedarje); Pridraga; Slivnica; Smilčić |
| Zara (Zadar)                                    | III. Zara (Zadar)                      | 3 Sale (Sali)                           | Birbigno (Birbinj); Božava; Dragove; Eso Grande (Iž Veli); Eso Piccolo (Iž Mali); Luka; Punte Bianche (Rat Veli); Rava |
| Zara (Zadar)                                    | III. Zara (Zadar)                      | 4 Selve (Silba)                         | Brgulje; Gruizza (Grujica); Isto (Ist); Melada (Molat); Premuda; Selve (Silba); Škarda; Ulbo (Olib); Zapuntello (Zapuntel) |
| Zara (Zadar)                                    | III. Zara (Zadar)                      | 5 Zara (Zadar)                          | Bibigne (Bibinje); Bigliane Inferiore (Biljani Donji); Boccagnazzo (Bokanjac); Borgo Erizzo (Albanesi, Arbanasi); Cale (Kali); Cerno (Crno); Cosino (Kožino); Cuclizza (Kukljica); Diclo (Diklo); Gallovaz (Galovac); Lucoran (Lukoran); Murvizza (Murvica); Oltre (Preko); Peterzane (Petrčani); Pogliana (Poljana); Scabergne (Škabrnje); San Cassiano (Sukošan); Sestrugn (Sestrunj); Sant'Eufemia (Sutomišćica); Smocovich (Smoković); Ugliano (Ugljan); Zara (Zadar); Zemonico (Zemunik) |
| Zara (Zadar)                                    | IV. Zaravecchia (Biograd)              | 1 Zaravecchia (Biograd)                 | Bagno (Banj); Dobropoljana; Gorica; Neviđane; Pakoštane; Pašman; Raštane; Santi Filippo e Giacomo (Filipjakov); Tkon; Torrette (Turanj); Vrgada; Zaravecchia (Biograd); Ždrelac |

## Demografia

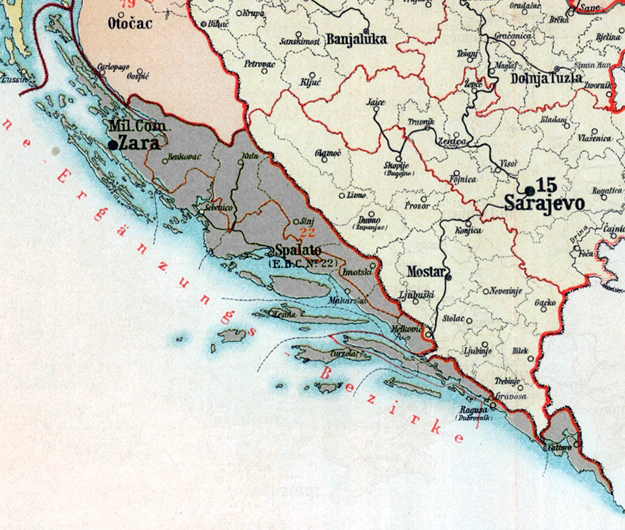
Mappa del Regno di Dalmazia.

Estensione del regno di Dalamazia sovrapposta sui confini attuali della Croazia (la zona delle Bocche di Cattaro è invece in Montenegro).

### 1818–1857
Secondo M. Lorković la popolazione della Dalmazia ammontava a 297.912 persone nel 1818, 326.739 nel 1825, 338.599 nel 1830, 390.381 nel 1840 e 393.715 nel 1850.
Secondo il censimento del 1857, il regno di Dalmazia aveva 415.628 abitanti. In base a un'analisi del censimento del 1857, fatto sulla base della lingua madre, 318.500 persone (il 76,5% della popolazione) erano croati, 77.500 (18,5%) serbi e circa 20.000 erano italofoni (5%). I dalmati serbi costituivano circa il 19,9% della popolazione nel periodo 1830–1850. Nelle città, gli abitanti erano per il 71% croati, per il 22% italiani e per il 7% serbi. A Cattaro la comunità serba ammontava a 745 persone, mentre in tutte le altre città non superavano i 400. Il numero di serbi in Dalmazia decrebbe con il passare del tempo, anche se aumentò nella parte settentrionale. Tra gli ortodossi vi era un prete ogni 400 persone, mentre tra i cattolici vi era un prete ogni 330 persone. I preti cattolici erano generalmente più colti di quelli ortodossi.

### 1880
Un censimento austriaco del 1880 registra tre principali gruppi etnici all'interno del regno:
- 371.565 Croati
- 78.714 Serbi
- 27.305 Italiani

### 1900
In base al censimento austriaco del 1900 la popolazione risulta così suddivisa in base alla religione:
- 496.966 cattolici
- 96,279 ortodossi
- 539 altri

e per lingua d'uso:
- Serbo-croati: 565.276 (95,2%)
- italiani: 15.279 (2,6%)
- tedeschi: 2.306 (0,4%)
- Totale: 593.784

Le principali città nel 1900 erano:
- Zara la capitale, con 32.506 abitanti
- Spalato (27.198)
- Sebenico (24.751)
- Ragusa (13.174)

### 1910
Secondo il censimento ufficiale austriaco del 1910, la popolazione era così divisa in base alla religione:
- 539.057 cattolici
- 105.332 cristiani ortodossi
- 1.257 altri

e per lingue d'uso:
- 610.649 Serbo-croati
- 18.028 italiani
- 3.081 tedeschi
- 3.077 altri

## Religione
Nel regno esisteva un'arcidiocesi con sede a Zara, le cui suffraganee erano la diocesi di Cattaro, Lesina, Ragusa, Sebenico e Spalato. Esisteva anche una diocesi ortodossa con sede a Zara che raggruppava principalmente le comunità ortodosse.
Durante i primi anni del X secolo l'uso dell'alfabeto glagolitico nella liturgia slavonica, un privilegio antico della chiesa cattolica romana in Dalmazia e Croazia, procurò diversi problemi, perché si considerava possibile il fatto che la liturgia glagolitica potesse soppiantare quella latina, specialmente nelle isole settentrionali e nelle zone rurali dove la presenza slava era maggioritaria. Nel 1904 la Santa Sede proibì l'uso del glagolitico durante i festeggiamenti dei Santi Cirillo e Metodio, per ricondurre la chiesa locale all'unità latina. Qualche anno prima l'arcivescovo croato di Zara, discutendo della questione del glagolitico, denunciò chi proponeva il recupero di tale lingua nelle liturgie come una innovazione sostenuta dai partiti favorevoli al Panslavismo per rendere più vicini alla causa della Rivoluzione Balcanica il clero cattolico e distaccare così le diocesi romane dall'autorità pontificia.

## Governatori (Luogotenenti)
- Franjo Tomašić (1815–1831)
- Wenzeslaus Lilienberg Water (1831–1841)
- Ivan August Turszky (1841–1848)
- Ludwig von Welden (1848)
- Josip Jelačić (1848–1859)
- Lazar Mamula (1859–1865)
- Franjo Filipović (1865–1868)
- Johann Wagner (1868–1869)
- Gottfried Auersperg (1869)
- Julius Fluk von Leidenkron (1869–1870)
- Gabriel Rodić (1870–1881)
- Stjepan Jovanović (1882–1885)
- Ludovik Cornaro (1885–1886)
- Dragutin Blažeković (1886–1890)
- Emil David (1890–1902)
- Erasmus Handel (1902–1905)
- Nicola Nardelli (1905–1911)
- Mario Attems (1911–1918)